# Henry Crerar

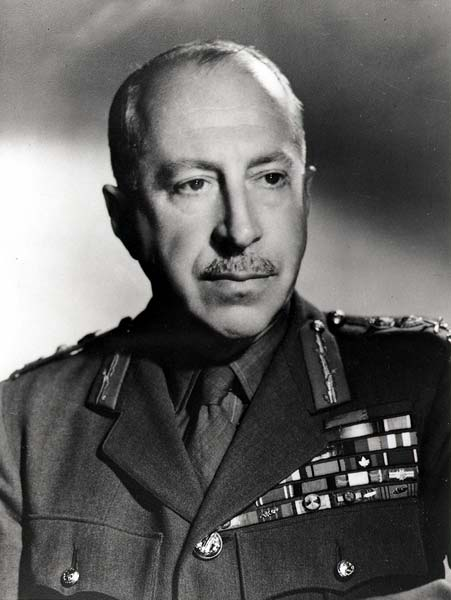
Henry Duncan Graham Crerar

Henry Duncan Graham Crerar CH, CB, DSO, CD, PC (* 28. April 1888 in Hamilton (Ontario); † 1. April 1965 in Ottawa) war ein kanadischer General im Zweiten Weltkrieg.

## Leben
Crerar besuchte das Upper Canada College in Toronto und von 1906 bis 1909 das Royal Military College of Canada (RMC) in Kingston (Ontario). Ab 1912 arbeitete er für die Hydro Electric Power Commission of Ontario. Im Ersten Weltkrieg diente er bei der Artillerie und war bei Kriegsende Lieutenant Colonel im Stab des Kanadischen Korps.
1923 schloss er einen Lehrgang am Staff College Camberley ab und arbeitete danach beim britischen Kriegsministerium und ab 1929 beim kanadischen Generalstab. Nach einem Lehrgang am Imperial Defence College wurde er 1935 Leiter der Abteilung Operationen und Aufklärung im kanadischen Generalstab und 1938 Kommandant des RMC.
Nach Kriegsausbruch 1939 wurde er zum kanadischen Hauptquartier in England versetzt, um die Ankunft kanadischer Truppen vorzubereiten. Im Juli 1940 wurde er nach Kanada zurückgerufen, wo er zunächst zum stellvertretenden Chef und dann zum Chef des Generalstabs ernannt wurde. Im Dezember 1941 übernahm er den Befehl über das in England stationierte I. Kanadische Korps, das 1942 in Teilen am Angriff auf Dieppe teilnahm. Ab Oktober 1943 befehligte er das Korps kurzzeitig in Italien, wurde aber im März 1944 in Vorbereitung auf die Operation Overlord nach England zurückgerufen, um den Befehl über die 1. Kanadische Armee zu übernehmen. Diese wurde im Juli in Frankreich aktiviert und war an der Schließung des Kessels von Falaise im August entscheidend beteiligt. Im September gab er krankheitsbedingt sein Kommando an Guy Simonds ab, führte die Armee dann wieder in der Operation Veritable und bei den Schlussoperationen in den Niederlanden und in Ostfriesland. 1946 schied Crerar aus dem Militärdienst aus.
In der Nachkriegszeit war er in diplomatischen Funktionen in der Tschechoslowakei, den Niederlanden und Japan tätig. 1964 wurde er in den kanadischen Privy Council aufgenommen.